# Zlatan Vauda
Zlatan Vauda, slovenski glasbeni pedagog, dirigent, skladatelj, * 14. januar 1923, Pernica, † 4. november 2010, Beograd.

## Življenje
Rodil se je v glasbeno in učiteljsko družino Mirku Vaudi in Mariji Vauda, rojeni Kovačič. Imel je starejšo sestro Ireno. Ded Vinko je bil prvi glasbeni učitelj skladatelju Slavku Ostercu. Že kot otrok je nastopal v domačem orkestru in pel v šolskem zboru. Maturiral je v Mariboru na klasični gimnaziji. V mladosti je bil član društva Sokol in telovadec na bradlji. Leta 1941 so ga okupacijske oblasti med drugo svetovno vojno zaprle in z družino transportirale v Kragujevac, kjer so ostali do konca vojne. V Kragujevcu je bil 21. oktobra 1941 priča streljanju, dogodku, po katerem je Desana Maksimović napisana pesem, posnet pa je bil tudi istoimenski film Krvava bajka. Ta izkušnja je bila temeljna za njegovo nadaljnje ustvarjanje. Leta 1944 se je pridružil partizanom. V letih 1947-1953 je vodil zbor KUD Goran.
Po vojni je med služenjem vojaškega roka v Nišu srečal skladatelja in profesorja glasbene akademije v Beogradu Marka Tajčevića, ki ga je napotil na glasbeno akademijo v Beogradu, kjer je leta 1947 na Oddelku za kompozicijo in dirigiranje začel študij in se ni vrnil nazaj v Slovenijo. Izobraževal se je pri dirigentih  Hansu Jelineku na Dunaju in Hansu Swarovskem v Osojah na avstrijskem Koroškem. Več kot 30 let (1952–1986), vse do upokojitve, je bil dirigent, pedagog, umetniški vodja in producent otroškega zbora RTV Srbija v Beogradu. Leta 1961 se mu je v Beogradu rodila hčerka Marija Vauda Pilipović. Umrl je 4. novembra 2010 v Beogradu. Pokopan je bil 13. novembra 2010 na pokopališču Novo groblje v Beogradu, v Aleji zaslužnih občanov. 11. aprila 2012 so na domu kulture v Pesnici odkrili ploščo v njegov spomin.

## Delo
Leta 1944 je v Kragujevcu uglasbil Rodovnik Janka Glazerja. Do konca življenja je uglasbil pesmi številnih slovenskih pesnikov: Alojza Gradnika, Otona Župančiča, Srečka Kosovela, Franceta Bevka, Karla Destovnika - Kajuha, Ivana Minattija, Janka Glazerja, Alenke Glazer, Berte Čobal Javornik, Manka Golarja idr. V svojem delovanju je pomemben za razvoj južnoslovanskega otroškega in mladinskega petja.
Njegov opus šteje blizu 300 vokalnih in instrumentalnih del, največ je zborovskih. Med njimi je več kot 50 pesmi za otroke, otroške samospeve, zbirke otroških pesmi za zbor in klavir (Gugalnice, Mladinski zbori). Napisal je pesmi za otroške zbore, priredbe ljudskih pesmi, pesmi za mešane in moške zbore, samospeve, komorno (vokalno) glasbo, oratorije in kantate. Vauda je avtor prve jugoslovanske otroške opere z naslovom Ježeva hiša, ki temelji na pripovedi Branka Čopića. Premierno je bila izvedena leta 1961 v Sarajevu.
Njegova orkestralna dela so manj številna, pomembna primera sta Koncert za klarinet in orkester, ki je bil prvič leta 1960 izveden v Beogradu s slovenskim klarinetistom Ernestom Ačkunom in beograjskim radijskim orkestrom pod vodstvom dirigenta Zubina Mehte in Adagietto za pihala, tolkala, klavir in harfo. Med pomembno Vaudovo instrumentalno glasbo so skladbe za solistična glasbila, npr. za flavto, klarinet, oboo, fagot, trobento, klavir ter komorna glasba. Priljubljena in verjetno najpogosteje izvajana je Sonata brevis za klarinet in klavir v novoklasicističnem slogu.
Za svoje delo z radijskim zborom in za ustvarjanje je Vauda prejel številne nagrade – od države, stanovskih društev, kulturnih organizacij, festivalov. Bil je stalni gost Dubrovniških poletnih iger (6-krat), BEMUS-a (10-krat), Festivala deteta v Šibeniku, Zmajevih otroških iger, Muzika v Srbiji, Vukov sabor, Veliki školski čas (9-krat). Njegove skladbe so izvajali na opatijski glasbeni tribuni.
Od leta 1954 do leta 1986 je deloval kot vodja in dirigent Otroškega pevskega zbora  RTV Beograd in kot glasbeni producent Mešanega zbora RTB. O pomembnosti Vaudovega dela priča nagrada Zlatana Vaude, ki jo je leta 2014 ustanovil upravni odbor Prijatelja dece Beograda.
Tri desetletja je bil član Prosvetnega pedagoškega zavoda mesta Beograd, Srbije in Jugoslavije. Bil je član Društva slovenskih skladateljev. Tam so natisnili njegovo Sonato brevis. Vauda je sodeloval z Univerzitetno knjižnico Maribor. Glasbenemu oddelku je pošiljal svoje skladbe. UKM je leta 2012 v okviru programa EPK Maribor pripravila razstavo z naslovom Zlatan Vauda (1923–2010) – In memoriam. Avtorica razstave je bila Karmen Salmič Kovačič. Njegovo skladbo Pasteli za pihalni kvintet je izdala Založba Hartman, Mariborska literarna družba pa Mladinske zbore in Gúgalice za otroške zbore na besedila Alenke Glazer. Na Radiu Maribor so o njem pripravili oddajo.

## Opus

### Orkestralna glasba
- Koncert za klarinet in orkester (1959),
- Adaggietto za mali orkester (1984).

### Operna in baletna glasba
- Ježeva hiša, otroška opera (1957)

### Zborovska glasba
- Rukovet, Štiri pesmi (1968),
- Trije madrigali za mešani zbor (1978),
- Ljubavna lirika, Četiri pesme za ženski zbor (1992).

### Vokalno-instrumentalna glasba
- Pet pesmi za glas in klavir (1951),
- Pet lirskih pesmi za glas in klavir (1952),
- Seanse III za mezzosopran in klavirski trio (1974),
- Trije moteti za glas in klavir (1984),
- Otvorena pjesma, poema za soliste,mešani in otroški zbor, recitatorja in pihalni orkester (1976),
- Štiri pesmi za bas (1976),
- Pokošeni osmesi za sopran i pihalni kvintet (1977),
- Pojanja jek, obdelava narodnih melodij za soliste, moški in otroški zbor in godalni kvartet (1987),
- Jesenji vetar,ciklus pesmi za glas, flavto, violo in klavir (1989),
- Devojačka seæanja,ciklus pesmi za glas in klavir (1990),
- Molitva za moju kišu, za tri glasove, klavir in tarabuko (1994).

### Komorna glasba
- Tri invencije za klarinet in fagot (1950),
- Sonata Brevis za klarinet in klavir (1952),
- Godalni kvartet (1953), Nokturno za flavto in harfo (1953),
- Godalni kvartet I (1962), Pasteli I za pihalni kvintet (1967), *Pasteli II za pihalni kvintet (1968), Zgodba za trobento in klavir (1979),
- Godalni kvartet II (1970),
- Seanse I za klavirski trio (1971),
- Seanse II za klavirski trio (1972),
- Godalni kvartet III 'Dosta su svetu jedne Šumarice' (1984), *Pasteli II za pihalni kvintet (1986),
- Dialogi za oboo in violončelo (1992),
- Godalni kvartet IV 'Majin akvarijum' (1992),
- Lugubre-molto cantabile-ben ritmico za violončelo in komorni orkester (1993),
- Retrospekcije za violino in violončelo (1993),
- Sedam priča o broju sedam za oboo in godalni kvartet (1997), *Eseji za oboo, klarinet in fagot (2001).

### Solistična glasba
- Mala svita za klavir (1952),
- Sonatina za klavir (1952),
- Aforizmi za klarinet solo (1959),
- Kadenca za klarinet solo (1959),
- Estampa za flavto solo (1962),
- Enkolpija za klavir (1971),
- Sanje za flavto solo (1979),
- Tri flavte (1984),
- Aforizmi za klarinet solo (1991),
- Tri slike za klavir štiriročno (1998),
- Etuda za klavir (2001),
- Zlatni prah detinjstva, Seæanja 1, 2 za klavir (2003, 2005).

### Oratorij
- Odprta pesem za mezzosopran, bariton, mešani otroški zbor in orkester (1976),
- Sanje jim hrani zgodovina (1980),
- Jutro, Mesec ljubavi (1981), Maslačak.

## Nagrade in priznanja
- Vukova nagrada,
- Orden rada sa zlatnim vencem,
- Red zaslug za ljudstvo s srebrnimi žarki,
- nagrada za življenjsko delo 'Mlado pokolenje'
- Zlata plaketa 'Kragujevački oktobar',
- Spominska plaketa mesta Beograda,
- nagrada Najuspešniji umetnik RTB-a,
- nagrada Radio televizije Beograd,
- nagrada Jugoslovenske Radio televizije (JRT),
- nagrada Udruženja kompozitora Srbije.